# Paseo Sussex

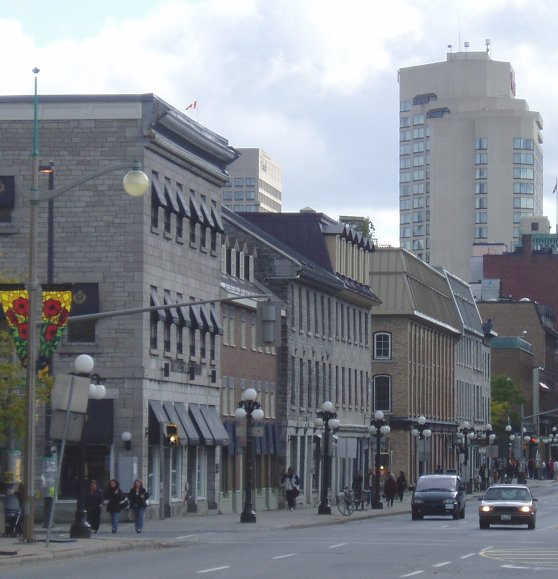
Una vista del paseo Sussex en el barrio de Byward Market, cerca del centro de Ottawa, Ontario

El paseo Sussex (Sussex Drive en inglés o promenade Sussex en francés) es una calle importante en Ottawa, Ontario, la ciudad capital de Canadá. La mayoría de la calle está paralela al río Ottawa y parte pasa por el centro de la ciudad. En esta calle se encuentran varios edificios estatales significativos junto con algunas embajadas extranjeras y residencias famosas. Dos de las casas más importantes en el paseo Sussex son Rideau Hall, la residencia oficial del gobernador general de Canadá, y la casa en paseo Sussex 24, la residencia oficial del primer ministro canadiense.
- Datos: Q3407372
- Multimedia: Sussex Drive, Ottawa / Q3407372